# Nilgiricola sicciana
Nilgiricola sicciana là một loài bướm đêm thuộc phân họ Arctiinae, họ Erebidae.